# Pont Capadoci
Pont Capadoci era la part sud del Pont Polemoniac occidental. Va rebre aquest nom perquè després de la mort de Polemó I va passar a dependre de Capadòcia. Tenia per capital Trebisonda, i posseïa els petits ports de Rize i Atanae. S'estenia fins a la Còlquida.
Aquesta regió, i la part occidental de la província del Pont Polemoniac van formar cap a l'any 294 la província de Diospont, però al segle v va tornar a la província de Capadòcia. Es va incorporar més endavant als territoris d'Armènia Sofene. Durant l'Imperi Romà d'Orient, el territori es va integrar al Tema dels Armeníacs.